# St. Nikolaus und Petrus (Valencia)

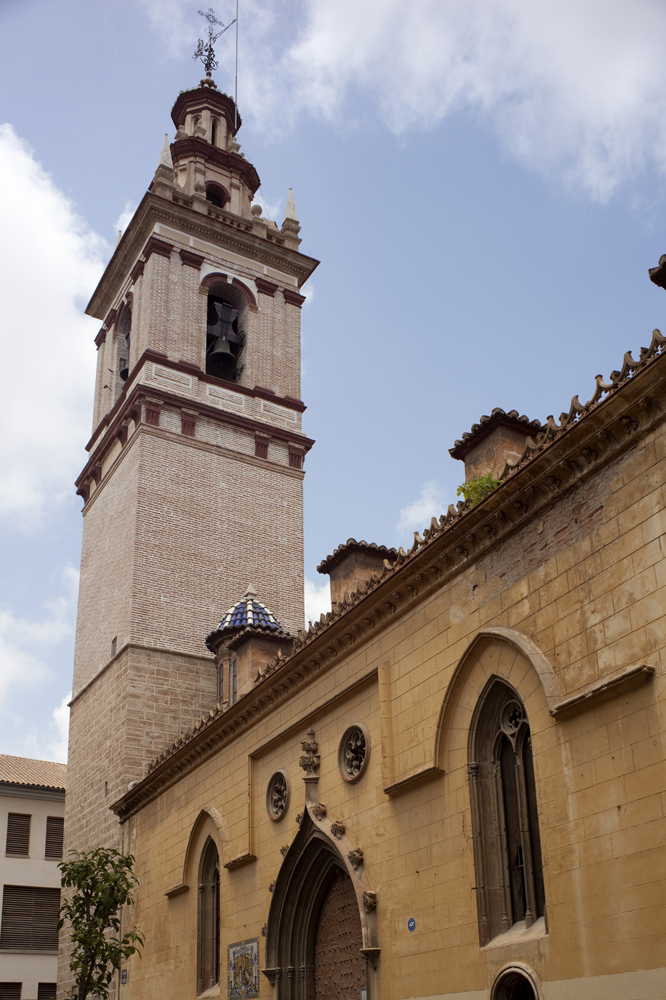
St. Nikolaus und Petrus in Valencia

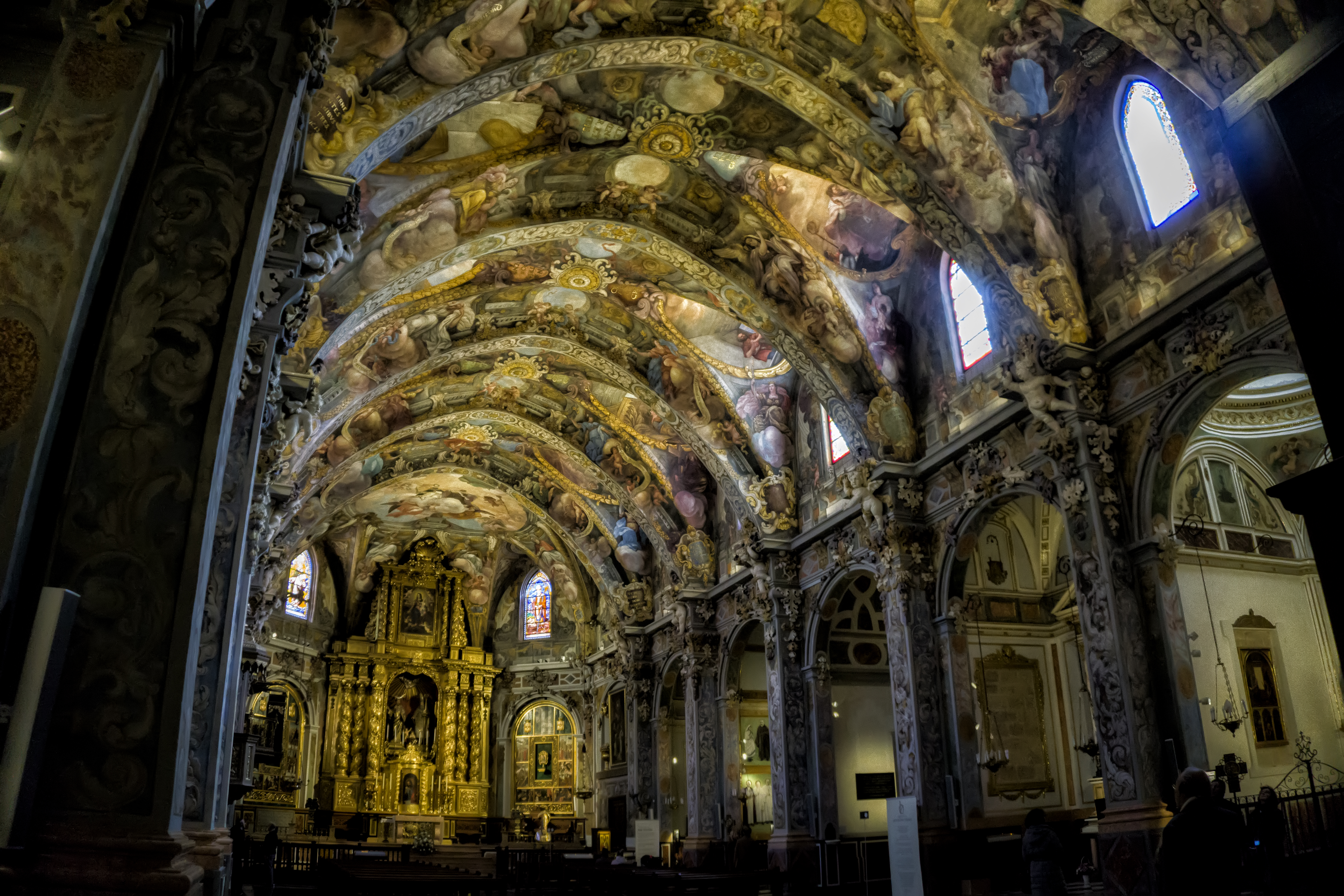
Innenraum

Die römisch-katholische Kirche St. Nikolaus und Petrus (valencianisch Sant Nicolau de Bari i Sant Pere Màrtir, spanisch San Nicolás de Bari y San Pedro Mártir) steht in der spanischen Stadt Valencia. Sie ist aufgrund ihrer Deckenmalerei als „Sixtinische Kapelle Valencias“ bekannt und zählt heute zu den wichtigsten Sehenswürdigkeiten der Stadt.

## Lage
Die Kirche liegt im Viertel El Carmen im historischen Zentrum Valencias und ist zu großen Teil von anderen Gebäuden umgeben. Nur die südliche Längsseite zum Plaça de Sant Nicolau und Teile der Westfassade mit dem Eingangsportal liegen frei. Für Besucher ist die Kirche daher teilweise schwer zu finden.

## Geschichte
Die Kirche blickt auf eine lange Baugeschichte zurück und wurde in einem Gebiet erbaut, in dem auch Spuren eines antiken römischen Tempels gefunden wurden. Sie wurde ursprünglich als ein frühchristlicher Tempel errichtet und während des al-Andalus an gleicher Stelle durch eine Moschee ersetzt. Nach der Eroberung Valencias durch Jakob I. 1238 wurde sie als christliche Pfarrei geweiht.
St. Nikolaus und Petrus zählt damit zu den ersten geweihten Kirchen im eroberten Valencia. Die Dominikaner erhielten die Kirche als Spende und weihten sie zunächst nach dem heiligen Nikolaus. Wenige Jahre später fügten sie Petrus Martyr, den ersten Märtyrer der Dominikaner, als Kirchenpatron hinzu.
Im 15. Jahrhundert erhielt die Kirche bei Umbaumaßnahmen zu großen Teilen ihre heutige Gestalt im Stil der valencianischen Gotik. Am Ende des 17. Jahrhunderts wurde der Innenraum im Stil des Barocks umgestaltet. Zwischen 1690 und 1693 bedeckte der Architekt Juan Bautista Pérez Castiel den Innenraum mit Sgraffito, Stuck und Reliefs. Die Deckenmalereien wurden von Antonio Palomino entworfen und zwischen 1697 und 1700 von seinem Schüler Dionís Vidal ausgeführt.
Die Errichtung des Glockenturms erfolgte im 18. Jahrhundert. 1864 wurden Umbaumaßnahmen im Stil der Neugotik von Joaquín María Calvo Tomás vorgenommen.
Während des Spanischen Bürgerkriegs zwischen 1936 und 1939 wurde die Kirche teilweise beschädigt und zwischenzeitlich als Lagerhaus genutzt. Die Kapellen wurden zerstört und Teile der Ausstattung geplündert.
1981 wurde das Gebäude zum nationalen historischen Denkmal erklärt.
2016 wurden die Deckenmalereien aufwendig restauriert.

## Architektur
St. Nikolaus und Petrus ist eine Saalkirche und mit einem Glockenturm sowie Chorschluss ausgestattet. Der Außenbau ist im Stil der Gotik errichtet und teilweise neugotisch erweitert worden, wohingegen der Innenraum durch eine barocke Gestaltung geprägt ist.
Die Westfassade enthält ein gotisches Eingangsportal und eine darüber befindliche Fensterrose. Rechts neben dem Eingangsportal befindet sich eine kleine Außenkapelle. Das zweite Portal, das zur Plaça de Sant Nicolau führt, ist ebenso wie die südliche Längsseite eine neugotische Schöpfung. Der Glockenturm nimmt die südwestliche Ecke des Gebäudes ein.
Das Kirchenschiff besitzt ein Kreuzrippengewölbe und wird an den Längsseiten von jeweils 6 Seitenkapelle flankiert, die teilweise wertvolle Gemälde aufweisen. Die Decke und die Wände sind fast vollständig mit Malereien, Stuck, Reliefs und Sgraffito versehen.

## Deckenmalereien

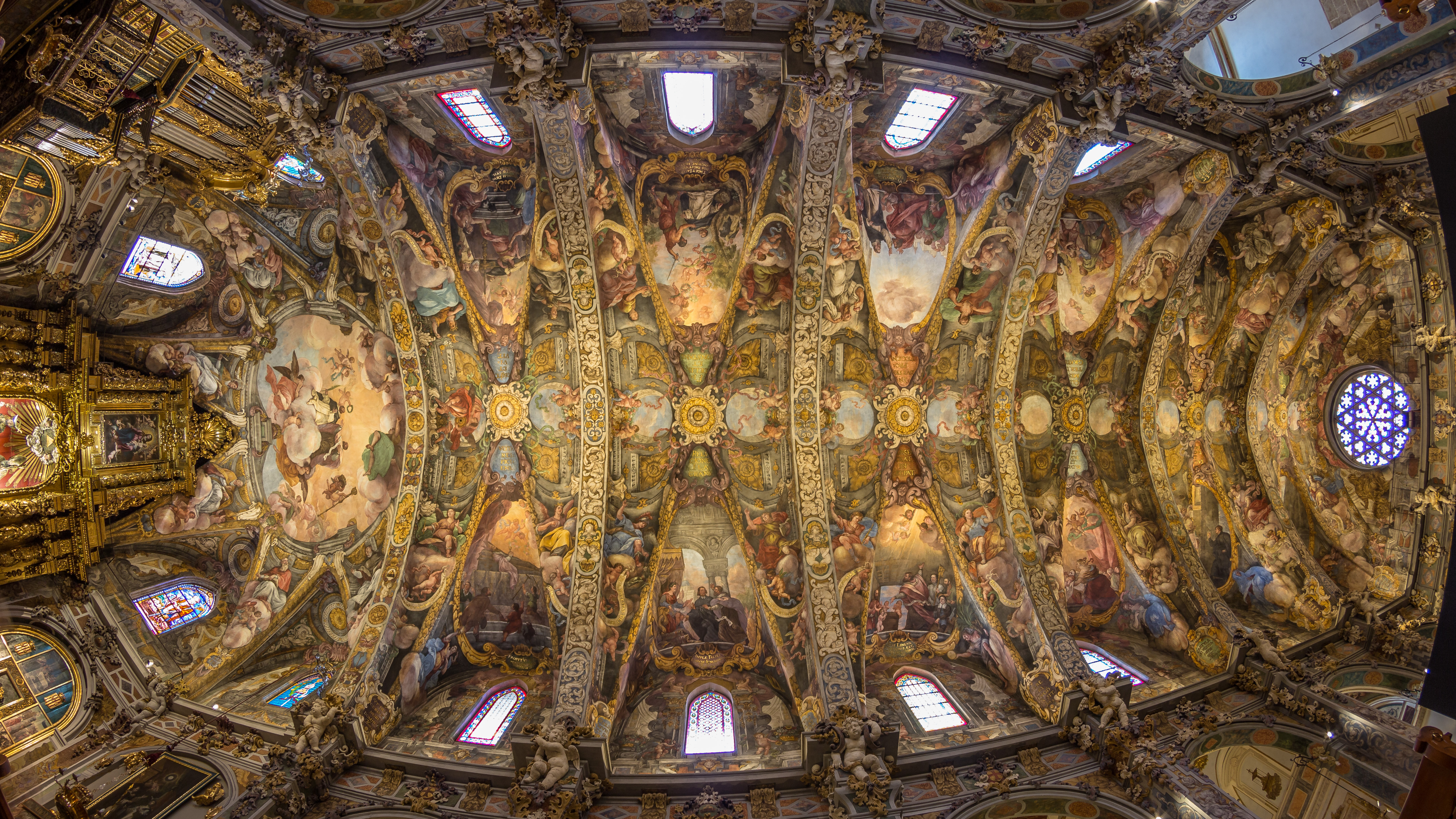
Panorama der Deckenmalereien

Die Kirche ist insbesondere für ihre Deckenmalereien bekannt, welche von Antonio Palomino entworfen und von seinem Schüler Dionís Vidal angefertigt wurden. Insgesamt ist eine Fläche von 2000 m² mit Gemälden versehen. Das Gewölbe ist unterteilt in zwei Bereiche, die jeweils die Geschichte von einem der Kirchenpatrone erzählen, und im Chorraum zusammenlaufen. In die Malereien sind fiktive Öffnungen eingearbeitet, die den Blick auf den Himmeln freigeben zu scheinen.

## Ausstattung
Die Kirche besitzt einen bemerkenswerten Hochaltar, der von salomonischen Säulen geprägt wird und Skulpturen der beiden Kirchenpatrone zeigt. Im oberen Teil des Altaraufsatzes ist ein Gemälde der Jungfrau mit Kind angebracht. Weiterhin ist die Kirche mit einer Vielzahl an wertvollen Bildern ausgestattet. Hierzu zählen Werke von Vicente Juan Masip und Fernando Yáñez de la Almedina.

## Galerie

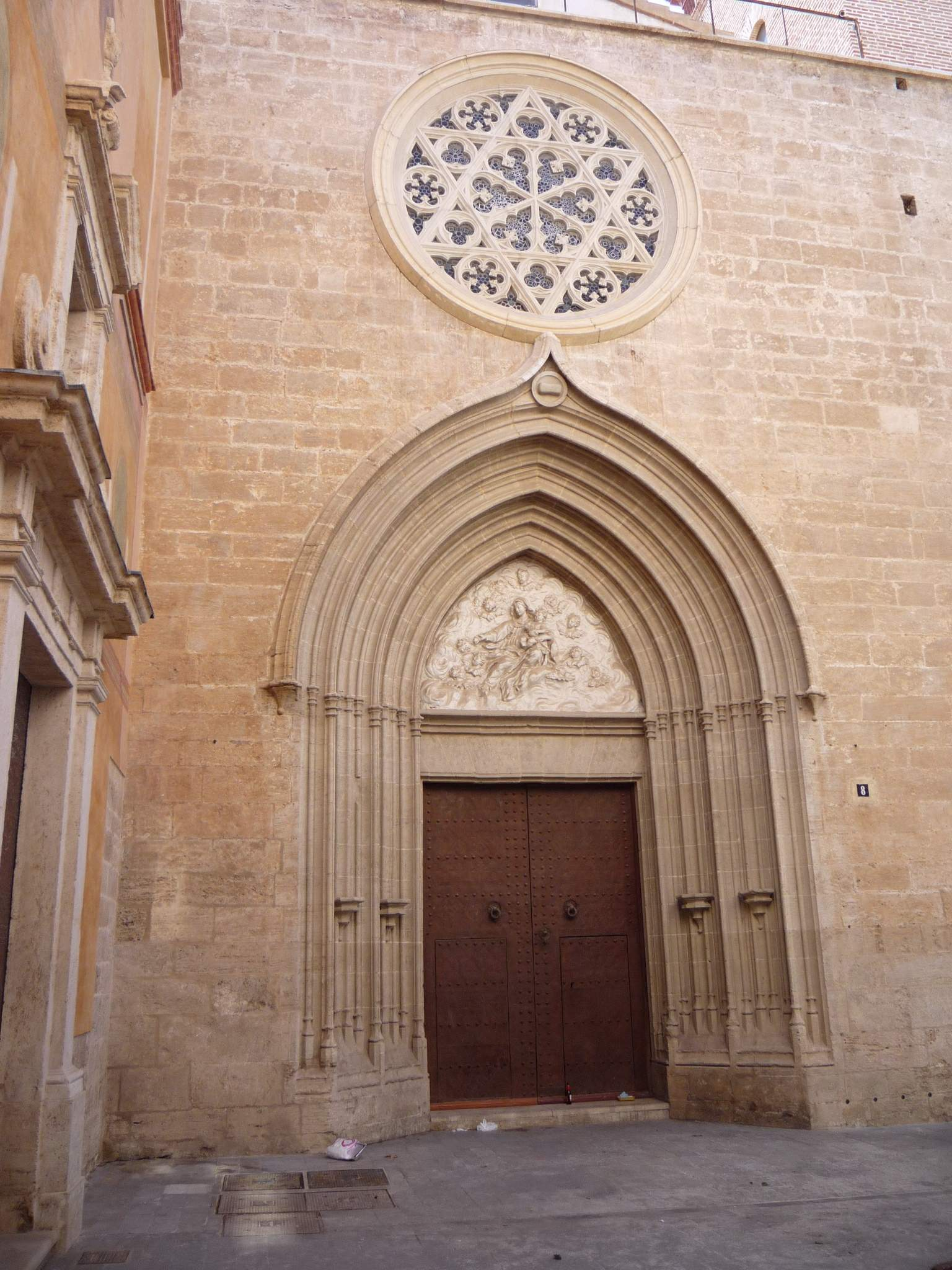
Westportal mit Fensterrose
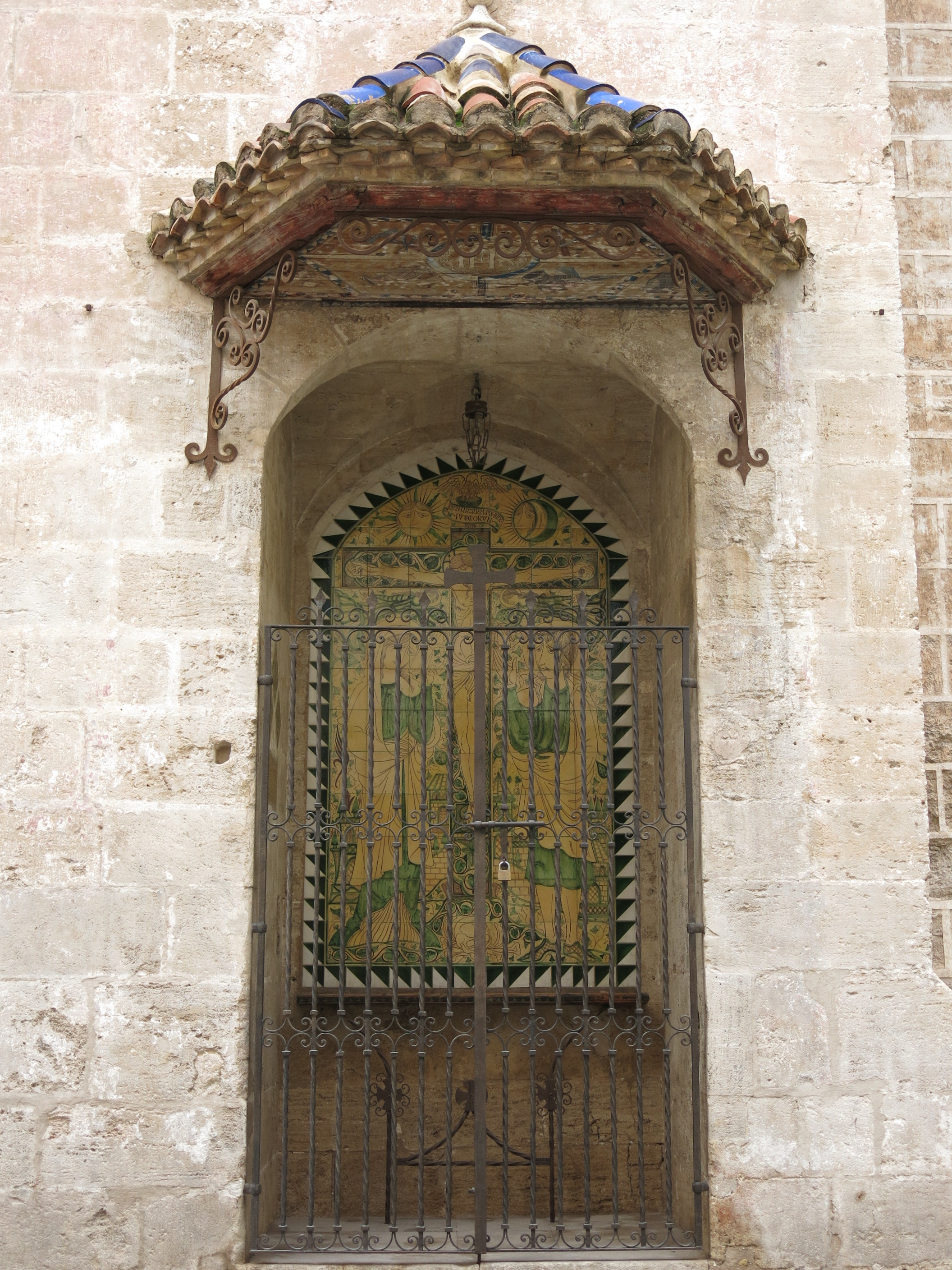
Außenkapelle
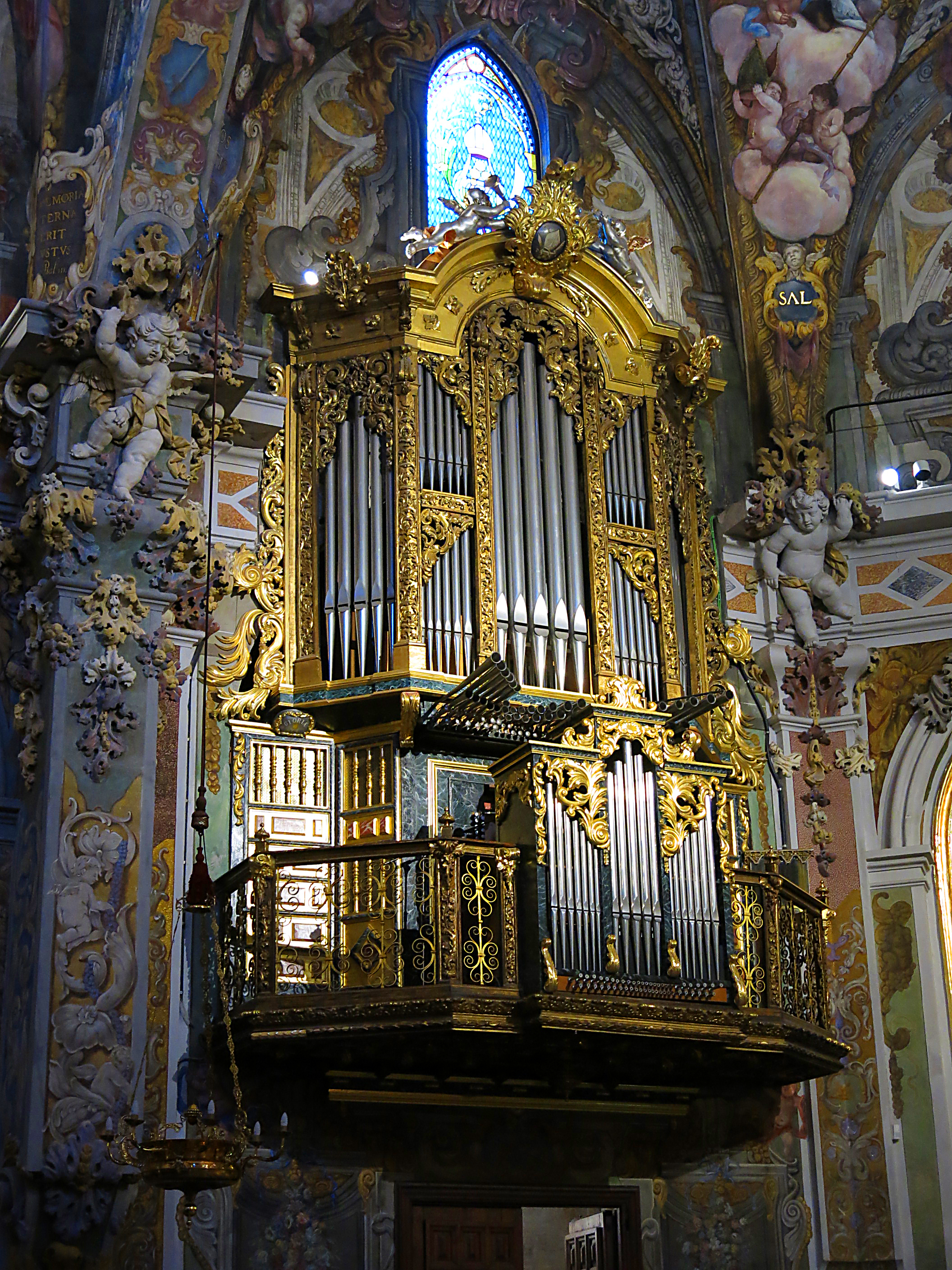
Orgel
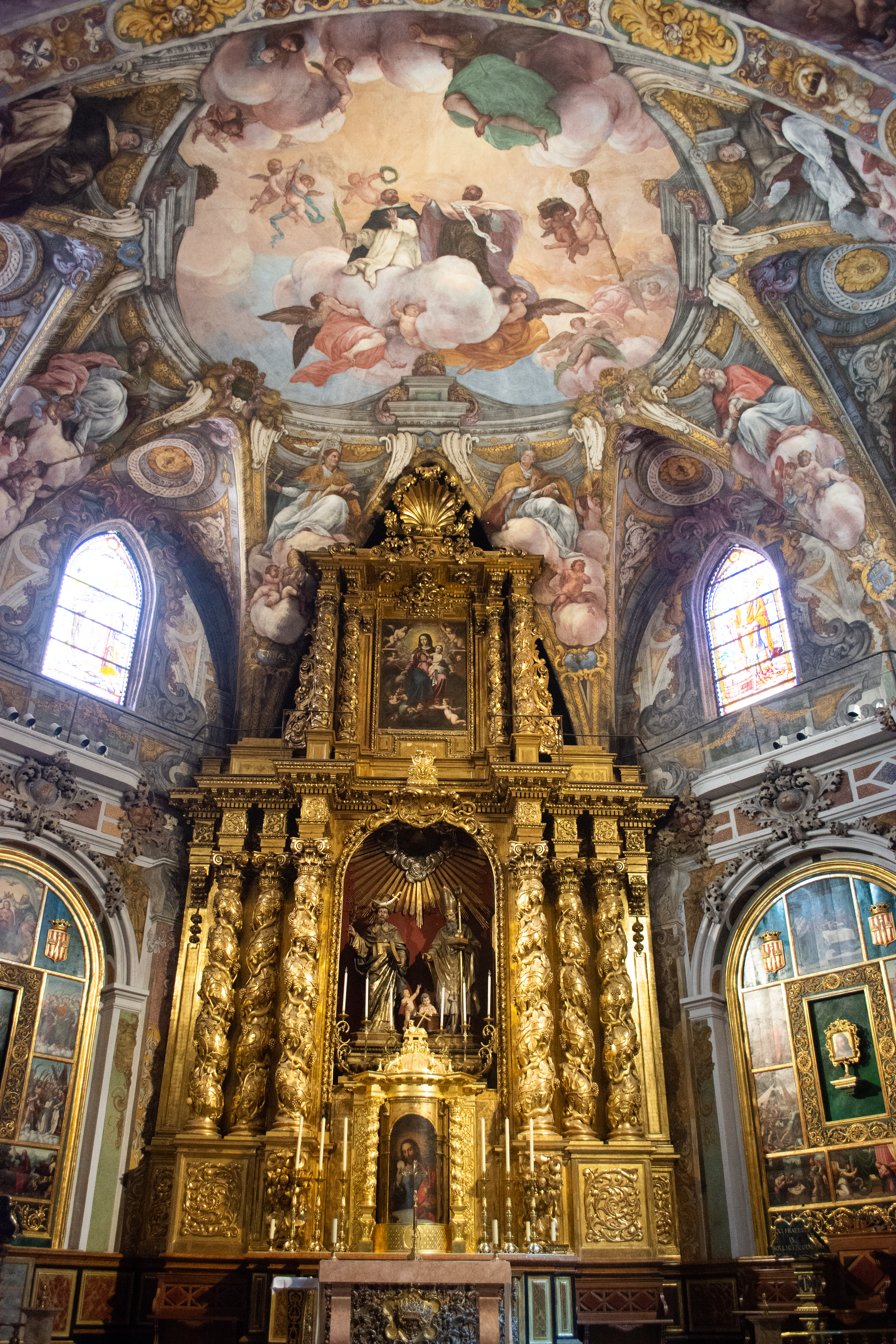
Hochaltar
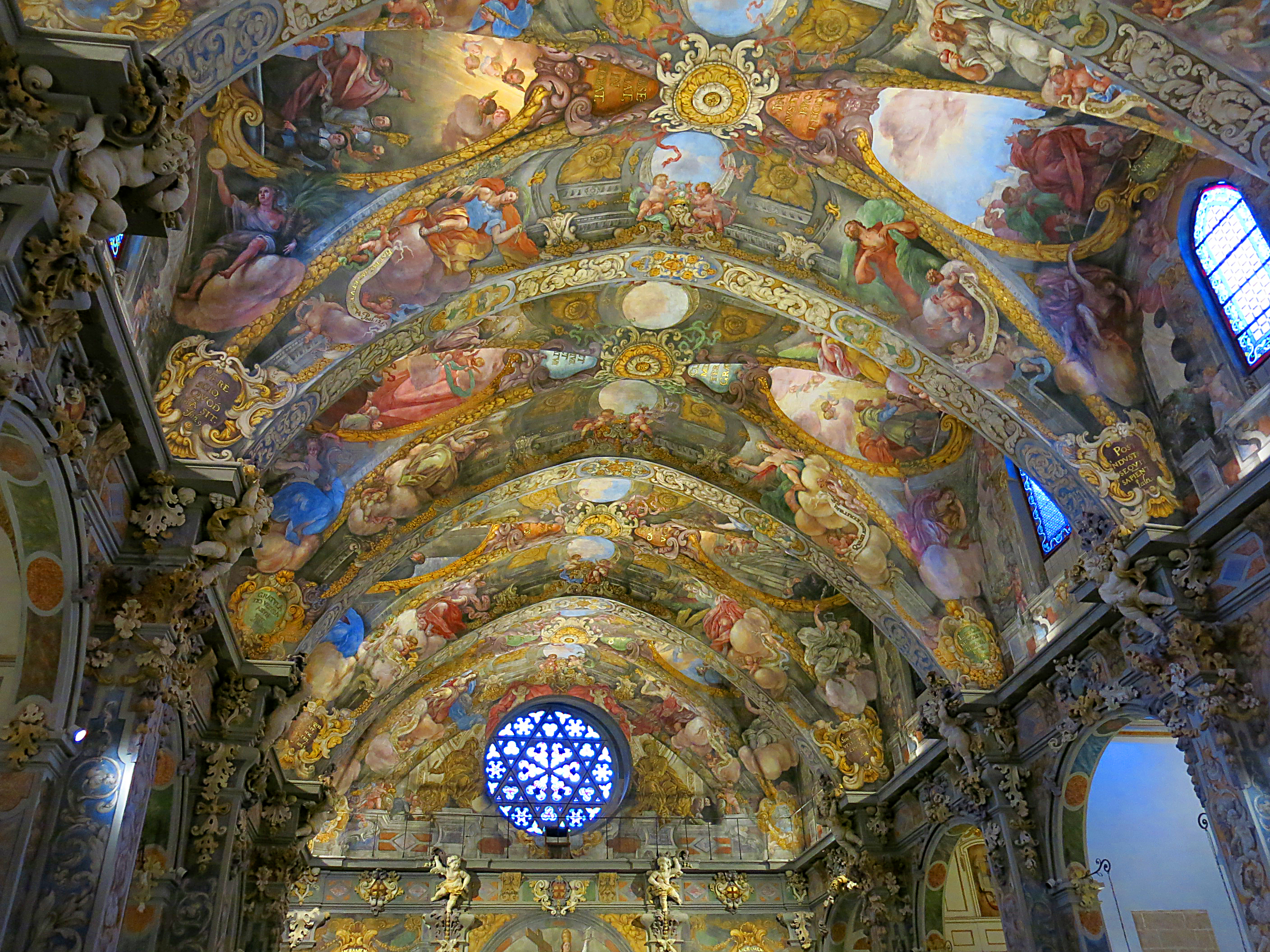
Blick zur Fensterrose
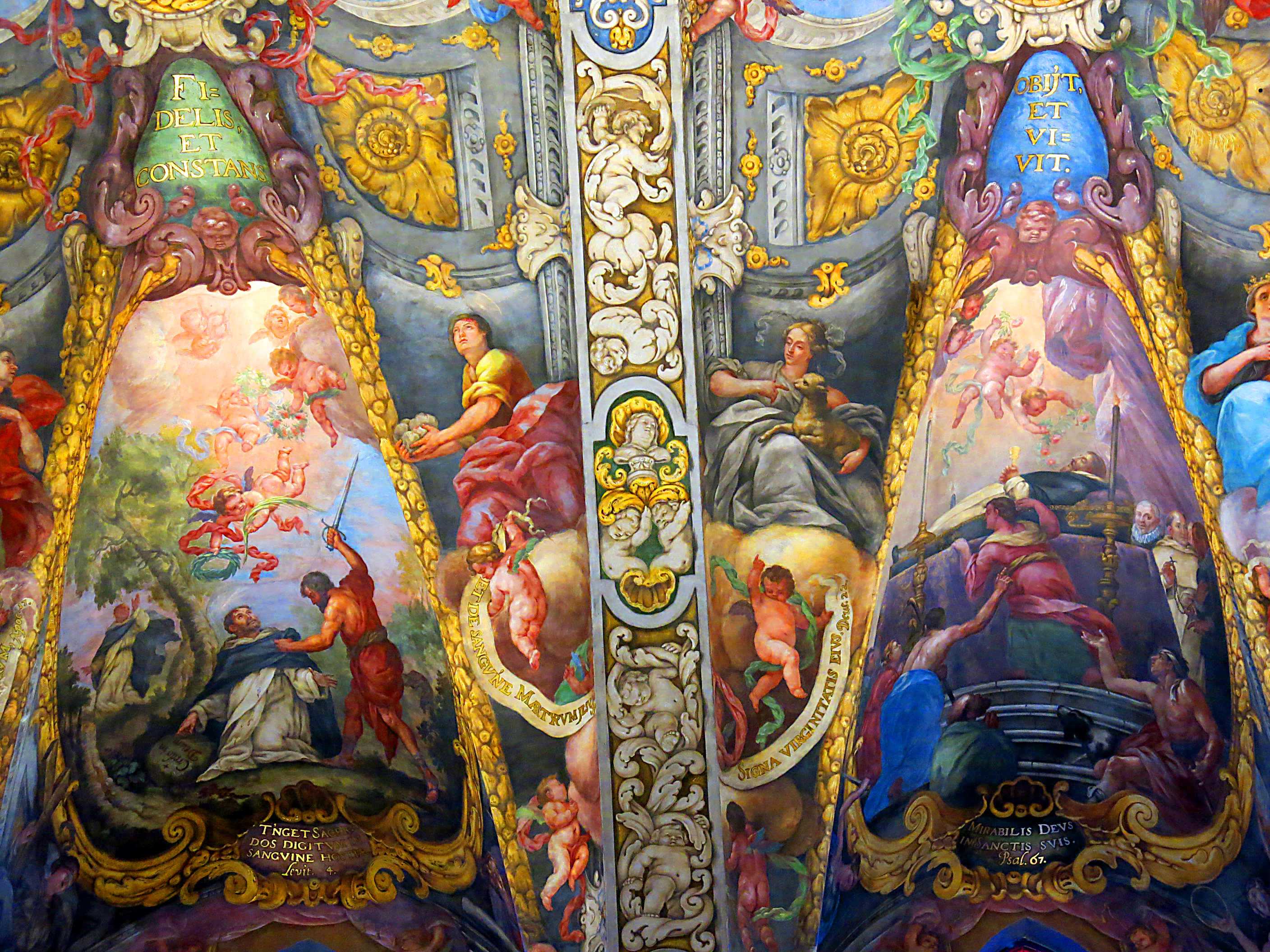
Detail der Malereien